# Gonzalo Echenique
Gonzalo Óscar Echenique Saglietti (né le 27 avril 1990 à Rosario en Argentine) est un joueur de water-polo argentin, naturalisé espagnol puis en 2017 italien.
C'est un attaquant de la Pro Recco.